# Burnet R. Maybank junior
Burnet Rhett Maybank Jr. (* 2. Mai 1924 in Charleston, South Carolina; † 25. Oktober 2016) war ein US-amerikanischer Politiker. Von 1959 bis 1963 war er Vizegouverneur des Bundesstaates South Carolina.

## Werdegang
Burnet Maybank war der Sohn von Burnet R. Maybank (1899–1954), der Gouverneur von South Carolina und US-Senator für diesen Staat war. In den Jahren 1941 und 1942 absolvierte er die Militärschule The Citadel in Charleston. Danach diente er während des Zweiten Weltkrieges im Fliegerkorps der US Army. Nach einem anschließenden Jurastudium an der University of South Carolina und seiner 1950 erfolgten Zulassung als Rechtsanwalt begann er in Greenville in diesem Beruf zu arbeiten. Gleichzeitig schlug er als Mitglied der Demokratischen Partei eine politische Laufbahn ein. Von 1953 bis 1958 saß er als Abgeordneter im Repräsentantenhaus von South Carolina.
1958 wurde Maybank an der Seite von Fritz Hollings zum Vizegouverneur von South Carolina gewählt. Dieses Amt bekleidete er von 1959 bis 1963. Dabei war er Stellvertreter des Gouverneurs und Vorsitzender des Staatssenats. Burnet Maybank war mit Marion Mitchell verheiratet. Das Paar hatte zwei Kinder, wobei der 1955 geborene Sohn Burnet ebenfalls als Rechtsanwalt praktiziert und politisch auf Staatsebene aktiv ist – allerdings als Republikaner.